# Phare de Baliguian
Le phare de Baliguian est un phare situé sur l'île Baliguian (archipel des îles Concepción) au large de la ville de Concepcion dans la province d'Iloilo, aux Philippines.
Ce phare géré par le Maritime Safety Services Command (MSSC) , service de la Garde côtière des Philippines en anglais : Philippine Coast Guard.

## Histoire
La première station de signalisation avait été établie en 1916. C'est une île habitée à environ 22 km à l'est de la ville de Concepcion.

## Description
Le phare actuel est une tour cylindrique blanche de 20 m, avec galerie. Le feu émet, à une hauteur focale de 23 m, un éclat blanc toutes les 7 secondes. Sa portée n'est pas connue. Il est érigé au coin nord-ouest de l'île.
Identifiants
- ARLHS : PHI-007 ; PCG-....
- Amirauté : F2314
- NGA : 14668

|                                     |
| Localisation de Concepcion (Iloilo) |